# Parapercis clathrata
Parapercis clathrata és una espècie de peix de la família dels pingüipèdids i de l'ordre dels perciformes.

## Descripció
El cos (allargat, cilíndric i de secció oval) fa 24 cm de llargària màxima, és de color de verdós pàl·lid a marró al dors (més clar al ventre) i presenta una filera de puntets negrosos al terç exterior de l'aleta anal. Els mascles desenvolupen un ocel conspicu a cada costat del clatell, mentre que les femelles no en tenen. Els exemplars joves es poden identificar com a pertanyents a aquesta espècie gràcies a les petites taques de les galtes, les quals també són evidents en els adults. 4-5 espines i 20-21 radis tous a l'aleta dorsal i 1 espina i 17 radis a l'anal. Aleta caudal més o menys truncada i de color blanc amb punts marrons en els marges superior i inferior. Absència d'aleta adiposa. Ulls cridaners. Boca terminal i musell punxegut. 57-60 escates a la línia lateral. 17-19 branquiespines.

## Alimentació
El seu nivell tròfic és de 3,33.

## Hàbitat i distribució geogràfica
És un peix marí, associat als esculls de corall (entre 3 i 50 m de fondària) i de clima tropical (30°N-24°S), el qual viu al Pacífic occidental: els esculls de corall i llacunes amb substrats de sorra o roca des del Japó (com ara, les illes Ryukyu) i Austràlia (Queensland -la Gran Barrera de Corall-, Austràlia Occidental, les illes Ashmore i Cartier, les illes Cocos i l'illa Christmas) fins a les illes Marshall, Samoa i Tonga, incloent-hi Taiwan, el Vietnam, Guam, Indonèsia, Kiribati, la Micronèsia, les illes Mariannes, Nova Caledònia, la república de Palau, Papua Nova Guinea i les illes Filipines.

## Observacions
És inofensiu per als humans.